# Silverius

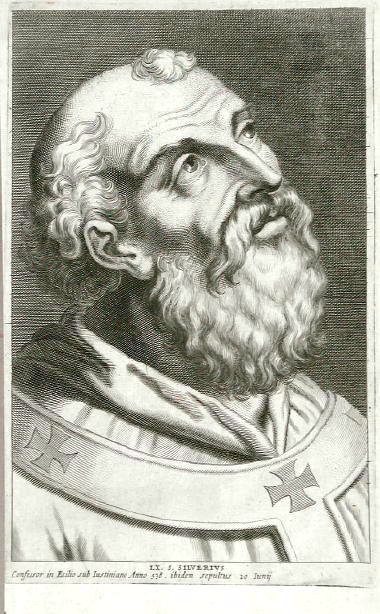
Silverius (Phantasiedarstellung aus dem 17. Jahrhundert)

Silverius (* in Frosinone; † 2. Dezember 537 auf Ponza), Sohn des Papstes Hormisdas, war von Juni 536 bis zu seinem Rücktritt am 11. November 537 Papst. 

## Leben
Silverius wurde vermutlich wie sein Vater in Frosinone in Latium oder einem benachbarten Ort geboren.
Sein Pontifikat war kurz und von vornherein problematisch. Beim römischen Klerus stieß der Subdiakon auf große Vorbehalte. Nach dem Tode von Agapitus I. favorisierte Theodora, die Gattin des oströmischen Kaisers Justinian I., den damals in Konstantinopel lebenden Vigilius als Papst, weil sie von ihm die Akzeptanz des Monophysitismus erwartete. Theodahad, der König der Ostgoten, wollte dagegen keinesfalls einen mit Konstantinopel verbündeten Papst und setzte Silverius durch, bevor Vigilius in Rom eintraf.
Noch im selben Jahr wurde Rom vom oströmischen General Belisar besetzt und Silverius 537 wegen Hochverrats nach Patara in der heutigen Türkei verbannt. An seine Stelle trat Vigilius. Zwar gestattete Kaiser Justinian Silverius schon bald die Rückkehr nach Italien, doch Vigilius verbannte ihn auf die kleine Insel Ponza im Golf von Gaeta. (Nach anderen Quellen war es stattdessen die benachbarte Insel Palmarola.) Dort starb er am 2. Dezember 537.

## Gedenken
Sein Todestag, der 2. Dezember, ist heute sein Gedenktag. Bis zur Liturgiereform war sein liturgisches Gedächtnis am 20. Juni. Für Katholiken, die ihre Gottesdienste nach der von Papst Johannes XXIII. herausgegebenen Editio typica von 1962 des Missale Romanum feiern, ist sein Gedächtnis weiterhin am 20. Juni. 